# Dendryphantes centromaculatus
Dendryphantes centromaculatus är en spindelart som beskrevs av Władysław Taczanowski 1878. Dendryphantes centromaculatus ingår i släktet Dendryphantes och familjen hoppspindlar. Inga underarter finns listade i Catalogue of Life.